# Uca rapax
Uca rapax är en kräftdjursart som först beskrevs av Sidney Irving Smith 1870.  Uca rapax ingår i släktet vinkarkrabbor, och familjen Ocypodidae. Utöver nominatformen finns också underarten U. r. rapax.